# Bergmenievogel
De bergmenievogel (Pericrocotus miniatus) is een zangvogel uit de familie Campephagidae (rupsvogels).

## Verspreiding en leefgebied
Deze soort komt voor op Sumatra en Java.

## Externe link

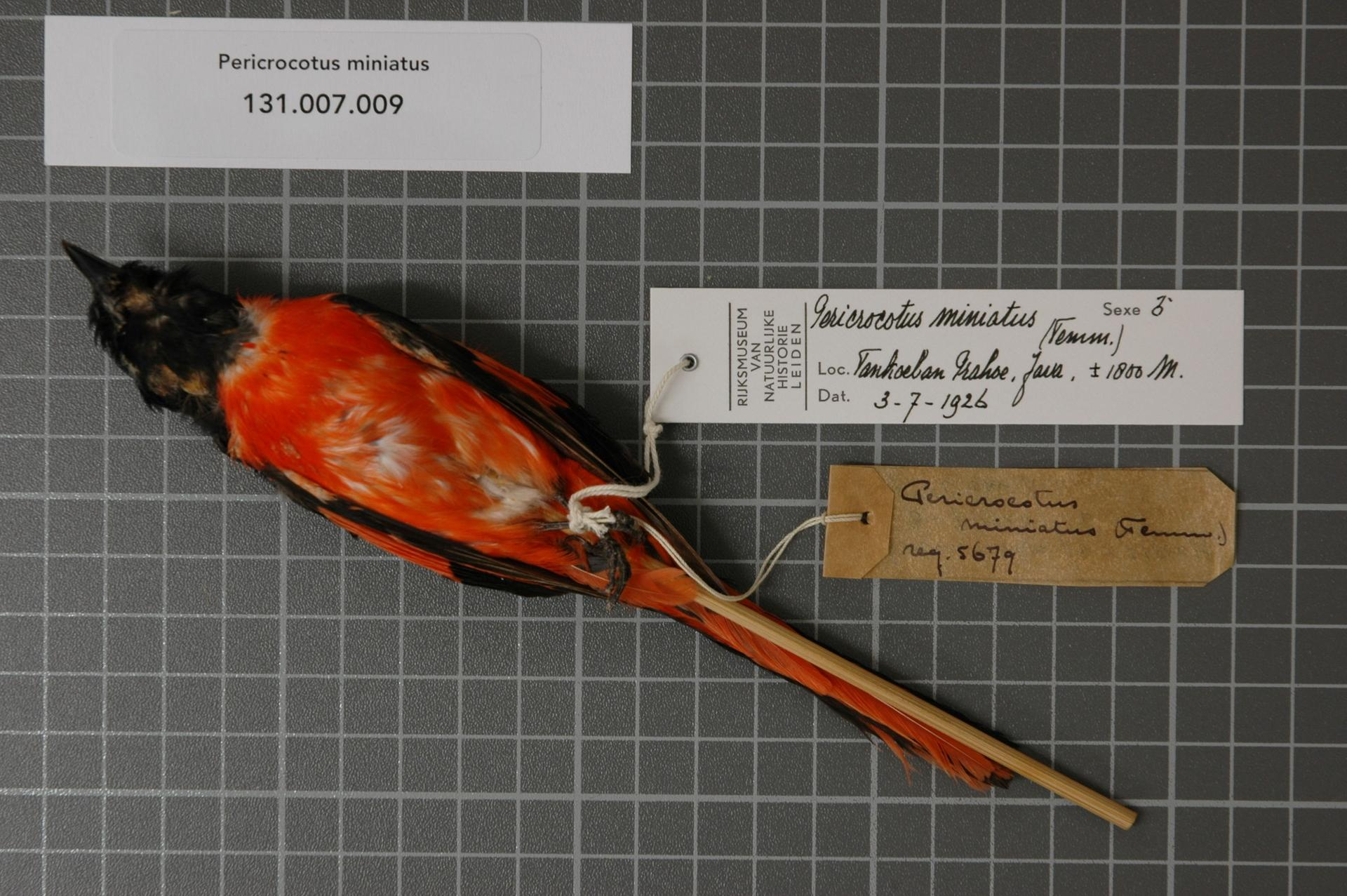
Man van Pericrocotus miniatus (Temminck, 1822), Naturalis

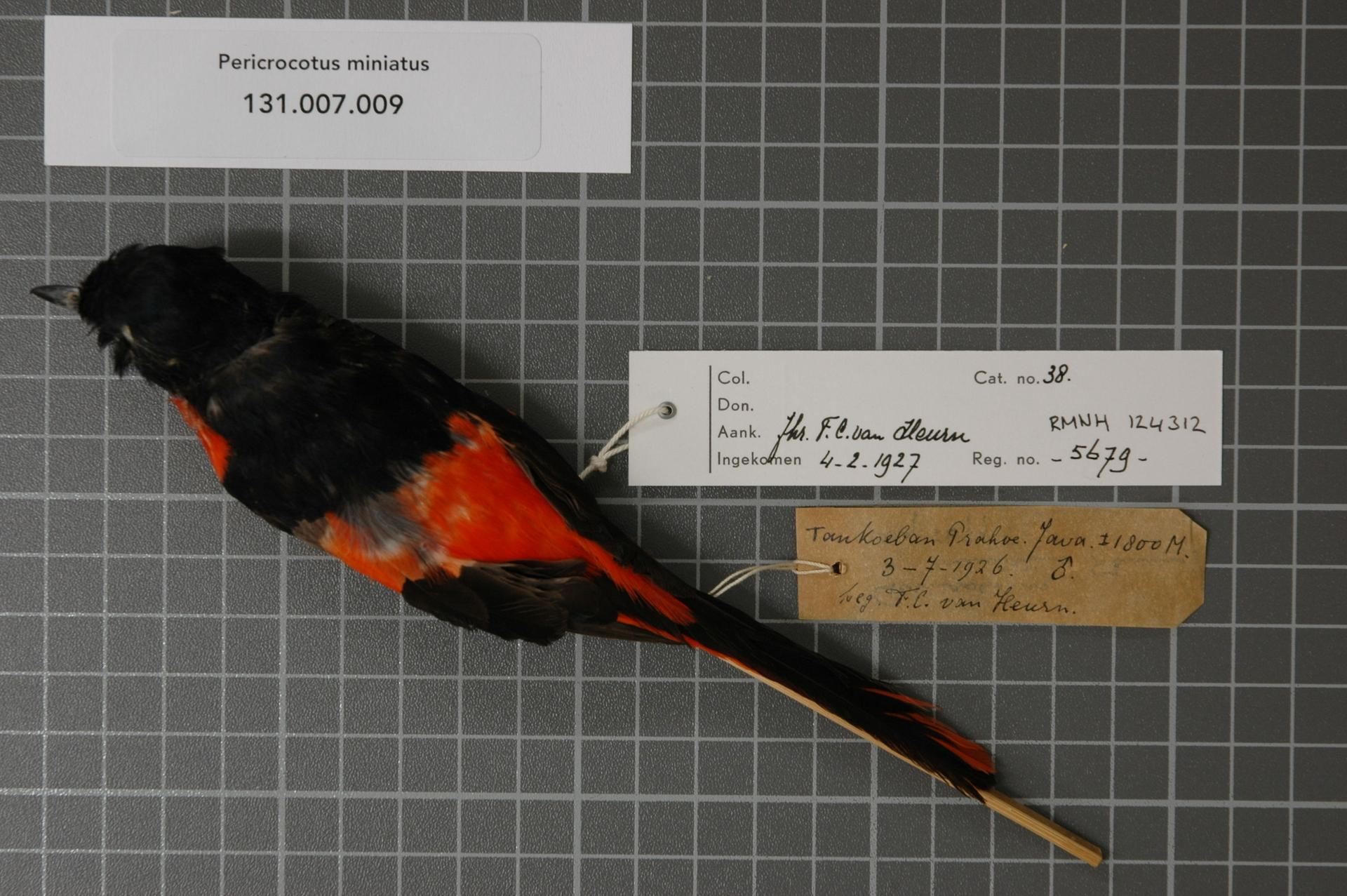
Zelfde man Pericrocotus miniatus (Temminck, 1822), andere zijde